# Museo de Rotorua
El Museo de Rotorua Te Whare Taonga o Te Arawa es un museo y galería de arte localizado en los Government Gardens cerca del centro de Rotorua, Bay of Plenty, en la Isla Norte de  Nueva Zelanda.
El museo es albergado en la que fue la Casa de Baño la cual abrió en 1908 y es conocida como la primera gran inversión del gobierno en la industria del turismo de Nueva Zelanda. La Casa de Baño es una construcción entramada en madera, con un estilo neotudor.
El museo es manejado por el Consejo del Distrito de Rotorua.

## Historia

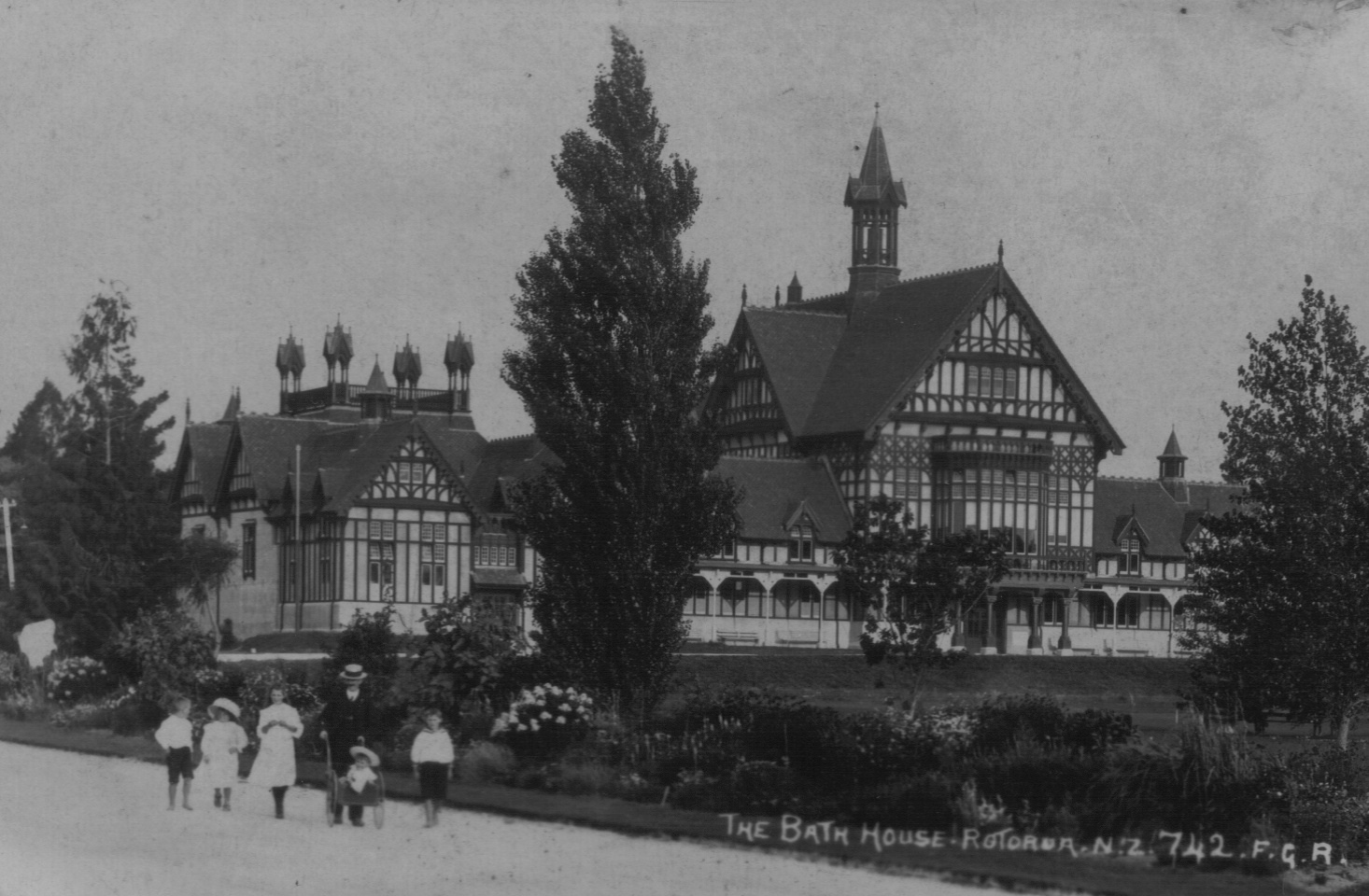
Una vista histórica del edificio del museo cuando era la Casa de Baño.

El Museo de Rotorua abrió en la ala sur de la Casa de Baño en 1969; La Galería de Rotorua abrió en la ala norte en 1977. En 1988, el museo y la galería se combinaron para formar el Museo de Arte e Historia de Rotorua.

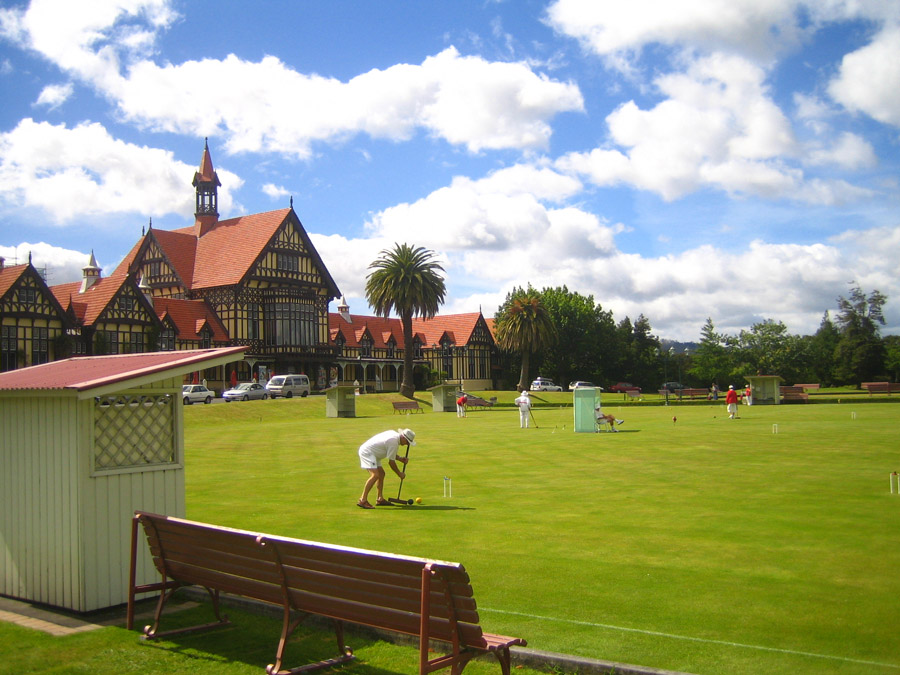
Vista oblicua del museo, al frente un terreno de croquet.

El museo cerró en 2016 debido a que no cumplía con los estrictos estándares de la evaluación sísmica realizada por el terremoto de Kaikoura. El museo tiene una consigna para realizar su apertura en junio de 2021, tras la reconstrucción del museo.

### Baño termal en Rotorua
La iwi maorí de Te Arawa desde su llegada a inicios de los años 1350s había utilizado las características geotérmicas naturales, ya que el área era abundante en lagos, ríos y arroyos.

## Exhibiciones

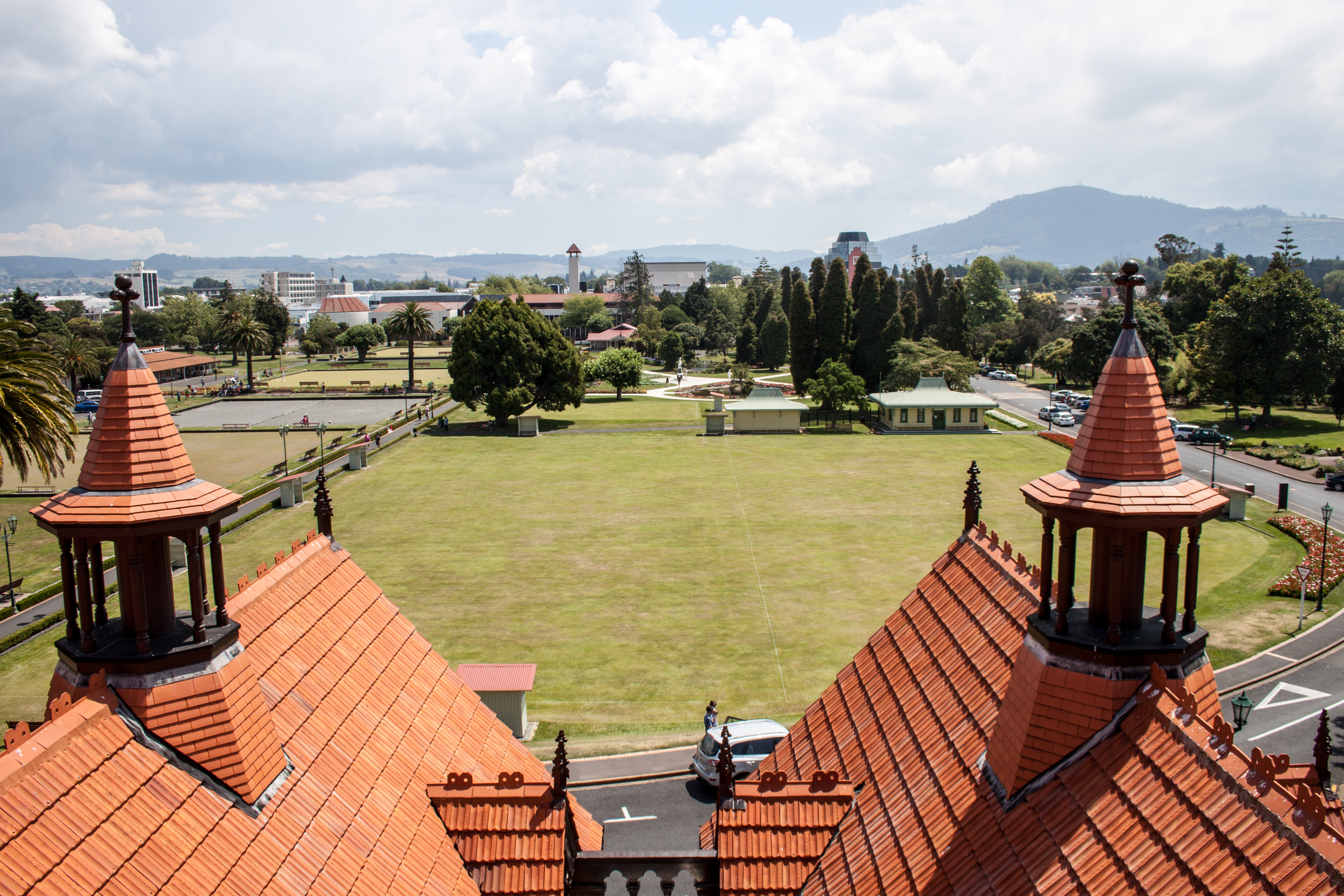
Vista desde el tejado del Museo de Rotorua

El museo cuenta con ocho galerías principales, las cuales tienen colecciones que abarcan a las bellas artes, fotografía, historia social, y objetos taonga de la cultura maorí.

### Nga Pumanawa o Te Arawa
Esta exhibición permanente se dedica a la historia y la cultura del pueblo maoríes de los Te Arawa. Además sus objetos taonga, las herramientas y armas rituales y las tallas de madera, las cuales son acompañadas de paneles informativos.

### Pink and White Terraces
Esta exhibición se dedica a la erupción del monte Tarawera que enterró a las terrazas rosas y blancas. La colección cuenta con fotografías de estas terrazas.

### Ake! Ake!
Esta exhibición se dedica al 28° Batallón Maorí que luchó durante la Segunda Guerra Mundial. La exhibición está acompañada de una colección de retratos de los soldados de este batallón.

### Taking the Cure
Esta exhibición permanente contiene recuerdos de la antigua Casa de Baños, entre los que se encuentra su mobiliario, piscinas y salas que ofrecen curas termales. También se pueden ver algunos objetos del antiguo restaurante y del club nocturno.

## Galería
|                   |
| Arma ritual maorí |

|                       |
| Talla de madera maorí |

|  |
|  |

|                            |
| Máscara con tatuajes maorí |

|                 |
| Antigua piscina |

|                                                                |
| Exposición sobre los pañuelos de arte de la población europea. |

|                                           |
| Decoración de la época del club nocturno. |